# 韦辛顿泉 (南达科他州)
韦辛顿泉（英語：Wessington Springs），是美国南达科他州下属的一座城市。根据2010年美国人口普查，该市有人口963人。论人口在本州排行第65。